# Günter Schubert
Günter Schubert (18. dubna 1938 Weißwasser – 2. ledna 2008 Berlín) byl německý herec.

## Život
Narodil se 18. dubna 1938 ve Weißwasseru.
V roce 1962 dokončil hereckou školu Ernsta Busche v Berlíně a od té doby hrál ve velkém množství filmů a seriálů.
Propůjčil hlas Kjeld Jensen ve filmu 4 und 5 der Olsenbanden-Reihe.
V roce 1964 odešel do Postupimského divadla.
V roce 1970 se stal členem souboru TV herců NDR, kde hrál komediální role.
Od roku 1990 působil v divadle v Drážďanech.
V roce 1995 hrál v 1. sérii seriálu Kobra 11 policistu Thomase Tommyho Riedera. Také jsme ho mohli vidět v 7. sérii jako Johannese Weyersbacha, v epizodě Závod s časem.
Poprvé byl ženatý v letech 1964-2003. Se svou první manželkou Juttou (* 1940) mají dceru Babett (* 1967) a syna Alexandera (* 1970), který je herec. Günter Schubert a Jutta Schubert se rozvedli v roce 2003.
V roce 2004 se oženil se svou uměleckou agentkou Petrou Nathan (* 1954).
Zemřel 2. ledna 2008 v Berlíně.

## Filmografie
- 1962: Tanz am Sonnabend
- 1963: Christine
- 1963: Drei Kriege - 1. Teil: Tauroggen
- 1965: Solange Leben in mir ist
- 1966: Die Söhne der Großen Bärin
- 1966: Der Staatsanwalt hat das Wort (epizoda: Am Mozartplatz)
- 1967: Der Staatsanwalt hat das Wort (epizoda: Meine Schwester)
- 1968: Die Toten bleiben jung
- 1968: Hauptmann Florian von der Mühle
- 1969: Der Weihnachtsmann heißt Willi
- 1969: Nebelnacht
- 1969: Hauptmann Florian von der Mühle
- 1969: Rendezvous mit Unbekannt
- 1970: He, Du!
- 1970: Der Streit um den Sergeanten Grischa
- 1970: Kein Mann für Camp Detrick
- 1971: Chyornye sukhari
- 1971: Angebot aus Schenectady
- 1971: Optimistische Tragödie
- 1971: Goya
- 1971: Istanbul-Masche
- 1971: Husaren in Berlin
- 1971: Anflug Alpha 1
- 1971: Osceola
- 1972: Tapetenwechsel
- 1972: Polizeiruf 110 (epizoda: Das Haus an der Bahn)
- 1972: Tecumseh
- 1972: Sechse kommen durch die Welt
- 1972: Der Mann seiner Frau
- 1972: Er - Sie - Es
- 1973: Der Wüstenkönig von Brandenburg
- 1973: Die sieben Affären der Dona Juanita
- 1973: Polizeiruf 110 (epizoda: Siegquote 180)
- 1973: Die Hosen des Ritters von Bredow
- 1973: Wenn wir euch nicht hätten
- 1973: Clown Ferdinand (epizoda: Ferdinand und das Hotel)
- 1974: Der nackte Mann auf dem Sportplatz
- 1974: Hallo Taxi
- 1974: Johannes Kepler
- 1975: Looping
- 1975: Fischzüge
- 1975: Geschwister
- 1976: Nelken in Aspik
- 1976: So ein Bienchen
- 1976: Hostess
- 1976: Das blaue Licht
- 1976: In 5 Runden durch Liebe k.o.
- 1976: Das Mädchen Krümel
- 1977: Zur See
- 1977: Ikarus
- 1977: Ein Bums wirkt manchmal Wunder
- 1977: Die Flucht
- 1977: Die Verführbaren
- 1978: Ich bin nicht meine Tante
- 1978: Gefährliche Fahndung
- 1978: Ein Zimmer mit Ausblick
- 1978: Scharnhorst
- 1979: Kille, kille Händchen
- 1979: Zugvogel am Sund
- 1979: Liebling, Du irrst
- 1979: Die letzten Stunden von Radio Magellanes
- 1979: Herbstzeit
- 1979: Zwillinge oder Nimm dir ein Beispiel an Evelin
- 1979: Polizeiruf 110 (epizoda: Der Einzelgänger)
- 1979: Zwillinge )
- 1980: Mein Vater Alfons
- 1980: Glück und Glas
- 1980: Archiv des Todes (epizoda: Signale aus der Schlucht)
- 1980: Alma schafft alle
- 1980: Niemand liebt dich - wieso ich?
- 1980: Aber Doktor
- 1980: Wo warst du heute nacht, Caroline?
- 1980: Und nächstes Jahr am Balaton
- 1980: Wie das Leben so spielt
- 1980: Der Direktor
- 1980: Polizeiruf 110 (epizoda: Der Teufel hat den Schnaps gemacht)
- 1981: Hochhausgeschichten
- 1981: Der Kuckuck bin ich
- 1981: So viel Wind und keine Segel
- 1981: Polizeiruf 110 (epizoda: Nerze)
- 1981: Polizeiruf 110 (epizoda: Der Schweigsame)
- 1982: Der Hase und der Igel
- 1982: Märkische Forschungen
- 1982: Ein Bild von einem Mann
- 1982: Der lange Ritt zur Schule
- 1982: Stabwechsel in der 7c
- 1982: Geschichten übern Gartenzaun
- 1982: Polizeiruf 110 (epizoda: Der Unfall)
- 1982-1985: Geschichten übern Gartenzaun
- 1983: Mein Vater in der Tinte
- 1983: Frühstück im Bett
- 1983: Die lieben Luder
- 1983: Abends im Kelch
- 1983: Unser bester Mann
- 1983: Polizeiruf 110 (epizoda: Es ist nicht immer Sonnenschein)
- 1983: Polizeiruf 110 (epizoda: Schnelles Geld)
- 1984: Ein Fuchs zuviel
- 1984: Familie intakt (epizoda: Sein erstes Rendezvous)
- 1985: Die Leute von Züderow (epizoda: Taumelkäfer)
- 1986: Das Schulgespenst
- 1986: Leute sind auch Menschen
- 1986: Treffpunkt Flughafen
- 1986: So viele Träume
- 1986: Schäferstündchen
- 1986: Rund um die Uhr (epizoda: Die verlorene Tochter)
- 1987: Schauspielereien (epizoda: Die lieben vier Wände)
- 1987: Maxe Baumann aus Berlin
- 1987: Die Wildschweinjagd
- 1987: Mein Leopold
- 1987: Kiezgeschichten
- 1988: Tiere machen Leute
- 1988: Präriejäger in Mexiko: Benito Juarez
- 1988: Bereitschaft Dr. Federau
- 1988: Froschkönig
- 1988: Haushaltsauflösung
- 1988: Polizeiruf 110 (epizoda: Der Mann im Baum)
- 1988: Johanna
- 1989: Der Mann im Schrank
- 1989: Brüder, nicht schießen!
- 1989: Flugstaffel Meinecke
- 1990: Tatort (epizoda: Unter Brüdern)
- 1990: Die Sprungdeckeluhr
- 1990: Aerolina
- 1990: Flugstaffel Meinecke
- 1990: Der Staatsanwalt hat das Wort (epizoda: Küsse und Schläge)
- 1990: Polizeiruf 110 (epizoda: Unter Brüdern)
- 1991: Begräbnis einer Gräfin
- 1991: Der Staatsanwalt hat das Wort (epizoda: Verliebt - verloren)
- 1991: Feuerwache 09
- 1991: Ein Engel namens Flint
- 1992: Die Verfehlung
- 1991: Polizeiruf 110 (epizoda: Zerstörte Hoffnung)
- 1992: Go Trabi Go 2
- 1993: Madame Bäurin
- 1993: Die Wildnis
- 1993: Motzki (epizoda: Der Rollstuhl)
- 1993: Unser Lehrer Doktor Specht (epizoda: Nichts als Missverständnisse)
- 1993: Durchreise (epizoda: 1944-1945)
- 1993: Ein Elefant im Krankenhaus
- 1993: Immer wieder Sonntag (epizoda: Zimmer zu vermieten)
- 1993: Liebling Kreuzberg
- 1993-1995: Der Landarzt
- 1994: Elbflorenz
- 1994: Die Gerichtsreporterin (epizoda: Zeugen in Uniform)
- 1994–1995: Und tschüss!
- 1995: Gegen den Wind (epizoda: Der Klabautermann)
- 1995: Inka Connection
- 1995: Begegnungen der anderen Art
- 1995: Für alle Fälle Stefanie (epizoda: Freitod)
- 1995: Mordslust (epizoda: Rivalen)
- 1995: Matulla und Busch
- 1995: Polizeiruf 110 (epizoda: Alte Freunde)
- 1995-1996: Der Landarzt
- 1995: Kobra 11
- 1996: Sperling (epizoda: Sperling und das Loch in der Wand)
- 1996: Der Millionär
- 1996: Mona M. - Mit den Waffen einer Frau (epizoda: Die Quelle)
- 1997: Friedrich und der verzauberte Einbrecher
- 1997-1998: Leinen los für MS Königstein
- 1998: König auf Mallorca
- 1998: Im Namen des Gesetzes (epizoda: Selbstjustiz)
- 1998: Letting Go
- 1998: Ärzte (epizoda: Hoffnung für Julia)
- 1998: 36 Stunden Angst
- 1998: Freiwild
- 1999: Gute Aussichten
- 1999: Hans im Glück
- 1999: Hinter dem Regenbogen
- 1999: Das Schloß meines Vaters
- 2000: Hat er Arbeit?
- 2000: Dir zu Liebe
- 2000: Der Raub der Sabinerinnen
- 2001: Julies Geist
- 2001: Lotto-Liebe
- 2001: Großstadtrevier (epizoda: Klau am Bau)
- 2001: Alphateam - Die Lebensretter im OP (epizoda: Blutsbrüder)
- 2001: SOKO Leipzig (epizoda: Taximorde)
- 2001: Großstadtrevier
- 2002: Hochzeit auf Raten
- 2002: Die Rettungsflieger (epizoda: Voller Überraschungen)
- 2002: Die Hinterbänkler (epizoda: Der Staatsbesuch)
- 2002: Abschnitt 40 (epizoda: Samstagskisten)
- 2002: Kobra 11 (epizoda: Závod s časem)
- 2002: Polizeiruf 110 (epizoda: Memory)
- 2003: SOKO Leipzig (epizoda: Mord ist sein Hobby)
- 2003: Spurlos - Ein Baby verschwindet
- 2003: Der Mörder ist unter uns
- 2003: SOKO 5113 (epizoda: Die Spur des Clowns)
- 2003: Unser Charly (epizoda: Wechselspiele)
- 2003: Broti & Pacek - irgendwas ist immer (epizoda: Nein, Ich will)
- 2003: Die Schönste aus Bitterfeld
- 2004: Die Kinder meiner Braut
- 2004: Marga Engel gibt nicht auf
- 2004-2005: Sabine!!
- 2004: Polizeiruf 110 (epizoda: Ein Bild von einem Mörder)
- 2005: Sperling (epizoda: Sperling und der Fall Wachutka)
- 2006: Zwei Millionen suchen einen Vater
- 2007: Donna Leon
- 2007: Notruf Hafenkante
- 2007: SOKO Köln (epizoda: Bremsversagen)
- 2007: Moppel-Ich
- 2007: Polizeiruf 110 (epizoda: Tod in der Bank)
- 2007: Tatort (epizoda: Dornröschens Rache)
- 2007: Der Dicke (epizoda: Tisch und Bett)
- 2007: Notruf Hafenkante (epizoda: Heirate mich)

## Dabing
- 1996: Die Olsenbande läßt grüßen